# Ruben Holsæter
Ruben Digernes Holsæter (Førde, 20 aprile 1991) è un ex calciatore norvegese, di ruolo centrocampista.

## Carriera

### Club
Holsæter ha giocato nel Førde, contribuendo alla scalata del club dalla 4. divisjon alla 2. divisjon, ossia dal quinto al terzo livello del campionato locale.
Il 20 luglio 2011 ha firmato per il Sogndal. Con questa squadra, ha debuttato nell'Eliteserien il 18 settembre successivo, sostituendo Ørjan Hopen nella sconfitta per 2-0 sul campo del Viking. Il 2 ottobre dello stesso anno, ha segnato la prima rete nella massima divisione norvegese, nel pareggio per 2-2 in casa del Fredrikstad.
Al termine del campionato 2014, il Sogndal è retrocesso in 1. divisjon. Holsæter è rimasto in squadra e ha contribuito all'immediata promozione dell'anno seguente, arrivata con tre giornate d'anticipo sulla fine del campionato grazie alla vittoria per 2-5 sul campo dell'Hønefoss. Il 23 novembre 2013 è stato annunciato il suo ritorno al Førde, a partire dal 1º gennaio 2017.

## Statistiche

### Presenze e reti nei club
Statistiche aggiornate al 1º gennaio 2018.
| Stagione       | Club           | Campionato     | Campionato | Campionato | Coppe nazionali | Coppe nazionali | Coppe nazionali | Coppe continentali | Coppe continentali | Coppe continentali | Supercoppe | Supercoppe | Supercoppe | Totale | Totale |
| Stagione       | Club           | Comp           | Pres       | Reti       | Comp            | Pres            | Reti            | Comp               | Pres               | Reti               | Comp       | Pres       | Reti       | Pres   | Reti   |
| -------------- | -------------- | -------------- | ---------- | ---------- | --------------- | --------------- | --------------- | ------------------ | ------------------ | ------------------ | ---------- | ---------- | ---------- | ------ | ------ |
| 2007           | Førde          | 4D             | ?          | ?          | CN              | ?               | ?               | -                  | -                  | -                  | -          | -          | -          | ?      | ?      |
| 2008           | Førde          | 4D             | ?          | ?          | CN              | ?               | ?               | -                  | -                  | -                  | -          | -          | -          | ?      | ?      |
| 2009           | Førde          | 3D             | ?          | ?          | CN              | ?               | ?               | -                  | -                  | -                  | -          | -          | -          | ?      | ?      |
| 2010           | Førde          | 2D             | ?          | ?          | CN              | ?               | ?               | -                  | -                  | -                  | -          | -          | -          | ?      | ?      |
| mar.-ago. 2011 | Førde          | 2D             | ?          | ?          | CN              | ?               | ?               | -                  | -                  | -                  | -          | -          | -          | ?      | ?      |
| ago.-nov. 2011 | Sogndal        | ES             | 5          | 1          | CN              | 0               | 0               | -                  | -                  | -                  | -          | -          | -          | 5      | 1      |
| 2012           | Sogndal        | ES             | 14         | 0          | CN              | 1               | 0               | -                  | -                  | -                  | -          | -          | -          | 15     | 0      |
| 2013           | Sogndal        | ES             | 27         | 1          | CN              | 3               | 1               | -                  | -                  | -                  | -          | -          | -          | 30     | 4      |
| 2014           | Sogndal        | ES             | 17         | 1          | CN              | 3               | 0               | -                  | -                  | -                  | -          | -          | -          | 20     | 1      |
| 2015           | Sogndal        | 1D             | 9          | 2          | CN              | 0               | 0               | -                  | -                  | -                  | -          | -          | -          | 9      | 2      |
| 2016           | Sogndal        | ES             | 10         | 0          | CN              | 3               | 1               | -                  | -                  | -                  | -          | -          | -          | 13     | 1      |
| Totale Sogndal | Totale Sogndal | Totale Sogndal | 82         | 5          |                 | 10              | 2               |                    | -                  | -                  |            | -          | -          | 92     | 7      |
| 2017           | Førde          | 3D             | 23         | 5          | CN              | 1               | 0               | -                  | -                  | -                  | -          | -          | -          | 24     | 5      |
| 2018           | Førde          | 3D             | 24         | 6          | CN              | 2               | 2               | -                  | -                  | -                  | -          | -          | -          | 26     | 8      |
| 2019           | Førde          | 4D             | 18         | 11         | CN              | 2               | 1               | -                  | -                  | -                  | -          | -          | -          | 20     | 12     |
| Totale Førde   | Totale Førde   | Totale Førde   | ?          | ?          |                 | ?               | ?               |                    | -                  | -                  |            | -          | -          | ?      | ?      |
| Totale         | Totale         | Totale         | ?          | ?          |                 | ?               | ?               |                    | -                  | -                  |            | -          | -          | ?      | ?      |